# Dixonius hangseesom
Espèce
Dixonius hangseesom est une espèce de geckos de la famille des Gekkonidae.

## Répartition
Cette espèce est endémique de la province de Kanchanaburi en Thaïlande.

## Étymologie
Le nom spécifique hangseesom vient des mots thaïlandais hang, la queue, de see, la couleur, et de som, orange, en référence à la couleur de la queue de ce gecko.

## Publication originale
- Bauer, Sumontha, Grossmann, Pauwels & Vogel, 2004 : A new species of Dixonius (Squamata: Gekkonidae) from Kanchanaburi Province, Western Thailand. Current Herpetology, vol. 23, no 1, p. 17-26 (texte intégral).